# Almagor
Almagor (hebr.: אלמגור) – moszaw położony w samorządzie regionu Emek ha-Jarden, w Dystrykcie Północnym, w Izraelu.
Leży na północ od Jeziora Tyberiadzkiego w Dolnej Galilei.

## Historia
Moszaw został założony w 1961.

## Gospodarka
Gospodarka moszawu opiera się na intensywnym rolnictwie.